# Ariel Sharon
Ariel Sharon, født Ariel Scheinermann, (26. februar 1928 - 11. januar 2014) var en israelsk general, politiker og tidligere premierminister. Han lå i koma siden den 4. januar 2006, hvor han fik en blodprop i hjernen. Han døde den 11. januar 2014 efter 8 år i koma.

## Baggrund og tidlig karriere
Han blev født som Ariel Scheinermann i Kfar Malal som søn af en polsk-tysk far og en russisk mor.
- Kæmper i den jødiske undergrundshær Haganah (1945-48)
- Deltager i Den Arabisk-Israelske krig 1948, og stiger snart i graderne
- Leder af den israelske hærs særlige Enhed 101 – senere en del af faldskærmstropperne. (1953-)
- Brigadegeneral i Seksdageskrigen, 1967
- Går ind i politik: Ledende medlem af den højrenationale Likud-blok. (1972-)
- Genindkaldt reservegeneral i Yom Kippur-krigen (1973). I en dristig aktion krydsede Sharon og hans styrker Suez-kanalen og etablerede et brohoved i det egyptiske hovedland. Aktionen gjorde det muligt for israelerne at omringe 3. egyptiske Armé i Sinai-ørkenen.
- Vælges til Knesset. Forlader parlamentet året efter 1973-74
- Sikkerhedsrådgiver for premierminister Yitzhak Rabin 1974-76
- Genvælges til Knesset i 1977
- Forsvarsminister i Menachem Begins regering (1981-84)

Som forsvarsminister stod Ariel Sharon bag Israels invasion af Libanon 1982. Krigen kom til at splitte israelerne.
Ifølge dagbladet Ha'aretz lovede Sharon, at invasionen ville standse 40 km nord for den israelsk-libanesiske grænse. Sharon lod den israelske hær rykke helt frem til Libanons hovedstad Beirut i løbet af blot tre dage uden at orientere hverken parlamentet, regeringen eller premierminister Menachim Begin om invasionens omfang og militære mål.
Det ville ifølge Sharon føre til en fredsaftale mellem Libanon og Israel. I Sharons plan indgik måske forestillingen om, at PLO så ville vende tilbage til Jordan og vælte kong Hussein. Derefter ville Jordan blive en palæstinensisk stat, og det israelsk-palæstinensiske problem være løst én gang for alle.[kilde mangler]
De høje israelske tabstal – 657 soldater døde – var et problem for Sharon. Det var vildledningen af de israelske politikere, regering og regeringschefen også. Det største problem skaffede Sharon dog sig selv på halsen, da kristne militser gik ind i de palæstinensiske flygtningelejre Sabra og Shatila i Beirut. Her voldtog og massakrerede de i 40 timer palæstinensiske kvinder, børn og ældre – antallet af dræbte menes at ligge over 800. De israelske styrker befandt sig 200 meter fra lejrene og greb ikke ind.
En israelsk undersøgelseskommission kulegravede massakren. Den konkluderede, at Ariel Sharon burde have forudset, hvad der ville ske, når de kristne falangister fik adgang til lejrene. Kommissionen under ledelse af Kahane fandt, at Sharon var "indirekte medansvarlig" for uhyrlighederne og krævede ham afsat. I Israel medførte massakrerne et ramaskrig, men Sharon nægtede at gå af. Den 14. februar 1983 vedtog Knesset at fritage forsvarsminister Ariel Sharon for sin ministerforpligtelse.
Hele sagen var ifølge premierminister Menachim Begins søn, Benny Begin i dag et fremtrædende medlem af Likud, direkte årsag til, at Menachim Begin i 1984 overraskende trådte tilbage og tilbragte resten af livet i dyb depression.[kilde mangler] Sharon har i januar 2002 sagt til den israelske avis Ma'ariv:
"Vi havde en aftale om, at Arafats liv skulle skånes. Denne aftale har jeg, alt taget i betragtning, fortrudt."
Bemærkningen "afslører en mafioso og oprørers tankegang snarere end en premierministers," svarede en oprørt Saeb Erekat, palæstinensisk cheffredsforhandler og kabinetsminister.

## Comeback
- Boligminister. Sharon stod bag en voldsomt udvidet bosættelsespolitik i de besatte områder, Vestbredden og Gaza-striben 1992-98
- Udenrigsminister under Benjamin Netanyahu 1998-99
- Netanyahu tabte valget i 1999. Sharon bliver leder af Likud.
- Besøgte området ved Al-Aqsa-moskeen, der er en af islams største helligdomme i september 2000, der medførte voldsomme uroligheder og den anden opstand: Al-Aqsa-intifadaen.[4]
- Premierminister ved jordskredssejr i februar 2001. Lover "Sikkerhed og ægte fred" 2001-2006

- Ariel Sharon lancerer en plan om ensidig israelsk tilbagetrækning og opgivelse af bosættelser i Gazastriben. Hans eget Likud-parti var imod, og et flertal for planen var først hjemme i kabinettet, efter at et par kritiske ministre blev fyret.
- Arbejderpartiet under Shimon Peres indtrådte i regeringen 2004-

Israel vil indtil videre opretholde en række bosættelser på Vestbredden. Israels opførelse af en stor separationsbarriere delvis på palæstinensisk område er fordømt af FN og erklæret folkeretsstridig af Den internationale Domstol i Haag.
I november 2005 tabte formanden for det israelske Arbejderparti, Shimon Peres, et formandsvalg i sit parti til Amir Peretz. Den nye formand blev valgt på et løfte om at trække Arbejderpartiet ud af koalitionsregeringen med Sharons Likud-parti. Med udsigt til at tabe en lignende afstemning i Likud-partiet brød Ariel Sharon med Likud-partiet, som han selv var med til at stifte i begyndelsen af 1960'erne. Han dannede et nyt parti med navnet Kadima (på dansk: Fremad). Samtidig udskrev Sharon nyvalg til det parlamentet, Knesset.
Han blev indlagt på hospital den 18. december 2005 med en mindre blodprop i hjernen og blev udskrevet i to dage senere.
Den 4. januar 2006 blev han ramt af en omfattende hjerneblødning og vicepremierminister Ehud Olmert fik overdraget hans beføjelser. Ifølge hospitalet skulle Sharon få varige men, blandt andet lammelser, og han fik ikke store chancer for at vende tilbage til et aktivt liv i politik.
Den 6. januar 2006 blev Sharon opereret for 3. gang, da lægerne kunne konstatere nye komplikationer i hans hjerne som følge af endnu en hjerneblødning.
Den 14. april 2006 efterfulgte Ehud Olmert ham officielt som premierminister. Han havde fungeret som premierminister siden 4. januar.
Den 28. januar 2013,
Den tidligere israelske premierminister, der har ligget i koma i syv år, har overrasket lægerne ved at vise tegn på hjerneaktivitet.

## Kontroversielle episoder
I 1953 anførte Sharon som officer et angreb på landsbyen Qibya. De israelske styrker sprængte en række huse i luften med kvinder og børn. 59 mennesker blev dræbt.